# Чёрное (озеро у с. Среднее Девятово)
Чёрное — озеро в Лаишевском районе Татарстана.
Постановлением Совета Министров Татарской АССР от 10 января 1978 г. № 25 и постановлением Кабинета Министров Республики Татарстан от 29 декабря 2005 г. № 644 признана памятником природы регионального значения

## География
Озеро Чёрное — бессточный водоём естественного происхождения. Расположено в 3 км западнее села Среднее Девятово Лаишевском районе Татарстана. Водоём имеет продолговатую форму. Длина озера 345 м, максимальная ширина 170 м. Площадь зеркала 4,32 гектар. Средняя глубина 4 м.

## Гидрография
Объём озера 170 тыс. м³. Питание смешанное, подземное и грунтовое. Вода жёлтого цвета, без запаха, жёсткостью менее 1 ммоль/л, минерализацией 167 мг/л, прозрачность 230 см. Химический тип воды гидрокарбонатно-кальциевый.